# Абукума (крейсер)
Абукума (яп. 阿武隈, Abukuma) — легкий крейсер Імперського флоту Японії, який брав участь у Другій світовій війні.
Корабель, який належав до крейсерів типу «Наґара», спорудили у 1925 році на верфі компанії Uraga Dock у Токіо.
20 жовтня 1930-го під час навчань біля східного узбережжя Хонсю Абукума протаранив легкий крейсер «Кітакамі», втім, як не дивно, «Абукума» зазнав більш важких ушкоджень — він втратив носову частину аж до першої гармати головного калібру, тоді як Кітакама мав лише обмежені пошкодження. Лінкор «Муцу» довів Абукума на буксирі до Татеями, звідки його перемістило в Йокосуку спеціалізоване буксирне судно. Подальший ремонт, який в основному відбувався на верфі ВМФ у Куре, тривав понад рік, до 20 грудня 1931-го.
Станом на листопад 1941-го Абукума був флагманом 1-ї ескадри ескадрених міноносців. 26 листопада він вийшов у море, маючи завдання разом з 6 есмінцями супроводжувати головне ударне з'єднання (6 авіаносців, 2 лінкори, 2 важкі крейсери) у рейді на Перл-Гарбор. 23 грудня кораблі повернулись до Японії.
8—14 січня 1942-го Абукума та 9 есмінців здійснили перехід разом зі з'єднанням із 4 авіаносців до атола Трук у центральній частині Каролінських островів (ще до війни тут створили потужну базу японського ВМФ, з якої до лютого 1944-го провадили операції у цілому ряді архіпелагів). Метою походу була підтримка вторгнення до архіпелагу Бісмарка, в межах якої 17 січня з'єднання полишило Трук та попрямувало на південь, завдавши 20 січня авіаудару по Рабаулу на острові Нова Британія (після швидкого захоплення японським десантом тут створять головну передову базу, з якої наступні два роки провадитимуться операції на Соломонових островах та сході Нової Гвінеї). 27 січня Абукума повернувся на Трук.
1 лютого 1942-го Абукума вийшов у складі охорони трьох авіаносців (один напередодні відбув у Японію по нові літаки), які без успіху спробували наздогнати американську авіаносну групу, що 1 лютого завдала удару по Маршаллових островах. Після цього вони попрямували на Палау (важлива база на заході Каролінських островів), куди прибули 8 лютого.
15 лютого 1942-го Абукума та 8 есмінців вийшли з Палау для супроводу ударного з'єднання (3 авіаносці, 2 важкі крейсери), що 19 лютого завдало удару по австралійському Порт-Дарвін. 21 лютого загін прибув до затоки Старінг-Бей (північно-східний півострів острова Целебес).
25 лютого 1942-го Абукума та есмінці рушили з Палау для охорони ударного авіаносного з'єднання (4 авіаносці), яке мало підтримати вторгнення на головний острів Нідерландської Ост-Індії Яву (можливо відзначити, що до операції залучили кілька загонів, тож, окрім авіаносців, діяли 4 лінкори та 5 важких крейсерів). 11 лютого авіаносці та їхній ескорт повернулись до Старінг-Бей.
26 березня 1942-го Абукума та 11 есмінців вийшли зі Старінг-Бей у межах рейду в Індійський океан, під час якого вони мали охороняти 5 авіаносців, 4 лінкори та 2 важкі крейсери, а також загін постачання. 9 квітня японські авіаносці провели останній великий бій цієї операції і невдовзі з'єднання попрямувало до Японії для відновлювального ремонту ряду основних кораблів. 22 квітня Абукума прибув до Сасебо, де до 18 травня пройшов доковий ремонт.
22 травня 1942-го Абукума прибув до Омінато (база ВМФ на північному завершенні Хонсю), а 26 травня вийшов з Омінато в межах операції вторгнення на Алеути. Разом з чотирма есмінцями він належав до загону висадки на острові Атту, який також включав переобладнаний мінний загороджувач та транспорт. Десантування на Атту 7 червня не зустріло жодного спротиву через відсутність на острові гарнізону. Після цього крейсер провадив патрулювання прилеглої зони, а 13 червня разом з есмінцем провів рекогносцирування острова Амчитка (за чотири сотні кілометрів на південний схід від Атту). 15 червня Абукума повторив розвідку Амчитки, на цей раз у компанії з двома есмінцями. 18 червня крейсер полишив Алеути та 24 числа прибув до Омінато.
28 червня 1942-го Абукума вийшов з Омінато у складі великого з'єднання адмірала Какуто, яке включало 1 важкий та 1 легкий авіаносці і 3 важкі крейсери. Окрім нього кораблі з'єднання охороняли ще два легкі крейсери та 14 есмінців. Завданням загону було прикриття доставки підкріплень на Киску та протидія можливій американській контратаці. 7 липня Абукума вирушив до Киски для допомоги двом есмінцям, які були торпедовані та важко пошкоджені три доби тому американським підводним човном. 10 липня Абукума побував біля Киски, після чого вирушив до Японії та 16 липня був у Йокосуці, де витратив певний час на ремонт.
6 серпня 1942-го Абукума прибув до Омінато, після чого чотири місяці продовжував нести службу у північній зоні. З цей період він двічі виходив для можливої протидії ворожим кораблям — 8 серпня, коли американський загін провів обстріл Киски (операцію невдовзі скасували через відхід ворожих кораблів) та 30 вересня разом з важким крейсером «Наті» після отримання хибного повідомлення про появу американського загону.
Також Абукума кілька разів залучали до проведення чи прикриття транспортних операцій. Так, 29 серпня 1942-го Абукума та «Наті» вийшли для прикриття передислокації бійців гарнізону з Атту на Киску. 27 жовтня Абукума разом зі ще двома легкими крейсерами під ескортом 2 есмінців вирушили у море з Парамушира (Курильські острови) та 29 числа висадили війська на Атту, а вже 1 листопада Абукума досягнув Шумшу (ще один острів Курильського архіпелагу). У середині листопада Абукума прийняв війська в порту Отару (острів Хоккайдо) та 20—25 листопада разом легким крейсером «Кісо» в супроводі есмінця пройшов через Парамушир до Атту. Розвантажившись, загін повернувся на Парамушир, прийняв нових бійців та припаси і 30 листопада — 3 грудня витратив на перехід до Киски. 7 грудня кораблі вже знов були на Парамуширі, звідки без затримки рушили до Японії.
З 14 грудня 1942 по 12 січня 1943 Абукума пройшов доковий ремонт у Сасебо (обернене до Східнокитайського моря узбережжя острова Кюсю), при цьому демонтували одну гармату головного калібру, зате встановили дві строєні установки 25-мм зенітних автоматів.
Після ремонту до середини квітня 1943-го крейсер продовжував діяти у північній зоні. Зокрема, 18 лютого він вийшов з острова Шумшу для супроводу переобладнаного легкого крейсера «Авата-Мару», який мав доправити підкріплення на Киску. 20 лютого за дві сотні кілометрів на південний захід від острова Абукума відділився, а «Авата-Мару» попрямував далі сам та 22—23 числа успішно розвантажився. Що стосується Абукума, то 25 лютого крейсер прибув на Парамушир.
З 7 по 13 березня 1943-го Абукума разом зі ще одним легким крейсером, 2 важкими крейсерами та 5 есмінцями прикривав легкий крейсер та два транспорти, які 10 березня доставили припаси на Атту. 23 березня 1943-го Абукума у складі того ж загону прикриття вийшов у море для охорони трьох транспортів, які прямували на Атту. На цей раз рейс був перерваний зіткненням 26 березня з американським з'єднанням біля Командорських островів. Під час кількагодинного бою Абукума не отримав якихось пошкоджень, але сама транспортна операція була у підсумку скасована і 28 березня кораблі повернулись на Парамушир.
З 17 квітня по 17 травня 1943-го Абукума пройшов ремонт у Майдзуру (обернене до Японського моря узбережжя острова Хонсю), а 21 травня крейсер прибув на острів Шумшу. На той час американці вже вели операцію заволодіння Атту, і 25 травня Абукума разом зі ще одним легким крейсером та 4 есмінцями вийшли в море із завданням доправити припаси на цей острів. Певний час загін очікував на покращення погоди, а 29 травня спротив гарнізону Атту добіг завершення і операцію скасували. 31 березня кораблі повернулись на Шумшу.
У липні 1943-го Абукума залучили до операції з евакуації гарнізону Киски. З 7 по 17 липня призначений для цього загін (який в цілому нараховував 2 легкі крейсери та 11 есмінців) перебував у морі, проте не зміг виконати завдання через погану погоду. У період з 22 по 31 липня відбулась друга спроба того ж загону (втім, один есмінець довелось відіслати з півдороги на Парамушир через зіткнення). На цей раз 29 липня вдалось зняти з Киски гарнізон та доставити його на Курильські острови.
Наступний рік Абукума продовжував діяти у північній зоні, де багаторазово відвідував Омінато та Парамушир, а також заходив до Отару, Немуро, Муроран та Аккеші (всі — острів Хоккайдо). У жовтні 1943-го крейсер пройшов ремонт у Йокосуці, під час якого з нього зняли ще одну гармату головного калібру та підсилили зенітне озброєння спареною 127-мм установкою та однією строєною і чотирма одинарними установками 25-мм автоматів. У червні — липні 1944-го під час чергового ремонту в Йокосуці на Абукума додатково встановили десять одинарних установок 25-мм зенітних автоматів.
З 12 по 16 жовтня 1944-го американське авіаносне з'єднання завдало серії ударів по острову Формоза (Тайвань). На тлі занадто оптимістичних доповідей про результати зворотних дій японське командування вирядило 15 жовтня в море загін, який мав завдати удару по послабленому (як вважалось) американському флоту. До нього увійшли Абукума, 2 важкі крейсери та 7 есмінців, які 16 жовтня прибули до острова Амаміосіма (центральна група архіпелагу Рюкю), а 18—20 жовтня пройшло звідси до Мако (база на Пескадорських островах у південній частині Тайванської протоки). На цьому шляху японський загін, на своє щастя, не зустрів надводних сил ворога та не постраждав від американських підводних човнів, що чотири рази виявляли його, проте так і не змогли зайняти положення для атаки.
Невдовзі американці розпочали операцію на Філіппінах, і загін з Мако рушив на південь для приєднання до головних сил. Останні пройшли через Бруней, після чого розділились на два з'єднання. Кораблі з Мако вирішили спрямувати услід за диверсійним з'єднанням адмірала Нісімури, який мав рухатись до району висадки союзників у затоці Лейте південним шляхом та відвернути на себе увагу ворожих сил. У ніч проти 25 жовтня з'єднання Нісімури було повністю знищене в бою у протоці Сурігао. За кілька годин по тому сюди підійшов загін, в якому рухався Абукума. В якийсь момент торпедний катер PT-137 випустив торпеду по есмінцю, проте вона спершу опустилась на завелику глибину та пройшла під ворожим кораблем. Рухаючись далі, торпеда уразила Абукума в районі котельного відділення, при цьому на крейсері загинули три десятки моряків. Вжиті заходи дозволили Абукума продовжити рух, хоча і зі зменшеною швидкістю. За дві години корабель зустрів залишки свого загону, що намагались відступити із протоки, та змінив курс на протилежний.
У супроводі есмінця «Усіо» Абукума надвечір 25 жовтня 1944-го дістався району на виході з моря Мінданао у море Сулу. Вранці 26 жовтня кораблі рухались через море Сулу та стали ціллю для ворожих бомбардувальників. У Абукума потрапило три бомби і на крейсері спалахнула сильна пожежа. Крім того, через 17 хвилин від влучання останньої бомби на кораблі додатково здетонували чотири власні торпеди. Приблизно за дві години після бомбардування Абукума затонув неподалік від західного узбережжя острова Негрос. Загинуло 250 членів екіпажу, ще 284 були врятовані есмінцем «Усіо».